# 日常活動理論
日常活動理論是犯罪學的一種理論，與理性選擇理論相似，源自古典犯罪學派人類具有自由思想的觀點。

## 內涵
日常活動理論始於學者Cohen和Felson於第二次世界大戰後對美國家庭的研究，他們在研究中發現，當經濟發達，雙薪家庭更見普遍時，婦女在家的時間減少，犯罪率便會上升。同時，當科技越來越發展，貨品設計越來越輕巧及方便時，犯罪率亦會上升。建基於以上研究，他們提出人類的活動模式與犯罪有密切的關係。他們在理論中提出三個引致犯罪的要素，分別是有犯罪動機的人、合適的目標及缺乏有能力的監察人，當這三項要素出現時，犯罪的機會便會上升。
1996年，Marcus Felson再在他的著作《犯罪與本質》中添加三項元素，分別是對犯罪動機者有約束力的操縱者、負責保護合適目標的監護者及負責看管物業場地的地點管理者，以上六項因素成為了犯罪者的推力及反推力。此外，學者亦以VIVA及CRAVED形容熱門被盜的物品，VIVA分別是具價值的(value)、輕便的(inertia)、易見的(visibility)及易於接近的(accessibility)，CRAVED是指可遮蔽的(concealable)、可移動的(removable)、易於得到的(available)、具價值的(valuable)、可享受的(enjoyable及可處理的(disposable)。

## 應用到犯罪預防
從日常活動理論可能得出許多預防犯罪的小措施，並累積成深刻的降低犯罪效果。
例如日常活動理論說，少被看管的財物容易被偷，那麼加裝社區監視器，或者提高警察巡邏頻率等等的提高看管強度措施，便可望降低竊盜罪。
例如日常活動理論說，可移動的（未上鎖的）腳踏車容易被偷，那麼給腳踏車上鎖，或者建起有門有鎖的停車場，便可望降低腳踏車失竊率。

## 註腳
1. ↑  .   [2009-11-10]. （原始内容存档于2010-05-10）.